# 笠場駅
笠場駅（イプチャンえき）は、大韓民国忠清南道天安市東南区にあった安城線の駅である。

## 歴史
- 1925年11月1日 - 開業[1]。
- 1973年1月1日 - 配置簡易駅に降格[2]。
- 1985年4月1日 - 旅客営業中止[3]。
- 1985年4月8日 - 無配置簡易駅に降格[4]。
- 1989年1月1日 - 廃止[5]。